# Uomo nero (gioco di carte)
L'Uomo nero è un gioco di carte molto semplice che può essere giocato da 2 fino ad un massimo di 8 giocatori. La sua semplicità ne fa uno dei classici giochi di carte da bambini. L'Uomo nero è una variante del gioco dell'Asino o della "Vecia" tradizionale gioco Veneto ("Vecia perdono" a Venezia ed isole), dove la carta perdente è appunto il fante di spade.

## Preparazione
L'Uomo nero si gioca con un mazzo di carte regionali o da 52 carte francesi a cui si tolgono tutti i fanti tranne quello di picche (o bastoni o spade, quest'ultimo noto in Veneto col termine dialettale Pampaugo, dal quale, in alcuni luoghi, prende il nome il gioco, spesso detto anche pampalugo) detto appunto "Uomo nero" (o "Gobbo nero" o "Fante nero" o ancora "Macaco" in alcune zone del Friuli-Venezia Giulia ). Il giocatore che è di turno come mazziere mescola le carte e poi le distribuisce coperte ai giocatori.

## Modalità di gioco
Terminata la distribuzione inizia la fase di gioco vera e propria. Ricevute le carte, ogni giocatore scarta dal proprio mazzo le coppie di carte dello stesso valore possedute. Le carte rimanenti sono quelle che entreranno in gioco: il primo giocatore di mano è colui che possiede più carte al termine dello scarto iniziale.
Il giocatore di mano porge le proprie carte (coperte) al giocatore alla sua destra, che ne pesca una a caso. Se la carta pescata fa coppia con un'altra in suo possesso allora il giocatore le scarta entrambe, altrimenti la inserisce nel proprio mazzo. Adesso è il turno di gioco di questo giocatore, che porge le carte a quello alla sua destra, che pesca dal suo mazzo. Questa fase viene ripetuta per tutti i giocatori per tanti giri quanti ne servono a scartate tutte le coppie. Chi, durante i giri, esaurisce le carte, viene chiamato "fuori" e termina la sua partita.
Alla fine resta una sola carta in gioco, l'Uomo nero: il giocatore che l'ha in mano perde la partita e paga la penitenza.

## Varianti
- Una variante dell'Uomo nero è la Peppa tencia (in Milanese: "Peppa scura") dove la carta perdente è rappresentata dalla donna di picche.
- In alcuni paesi europei l'Uomo nero si gioca con carte speciali ed assume nomi e simbologie differenti. Ad esempio, in Germania si chiama "Pietro" ed è rappresentato da uno spazzacamino.[1]
- Nel Regno Unito esiste una variante denominata Old Maid che si gioca con un mazzo da 52 carte francesi a cui si toglie una donna. Nel primo giro di mano non è possibile scartare una coppia di donne, cosa che si può fare invece dal secondo giro in poi.

## Gioco d'azzardo
L'Uomo nero, per la sua semplicità, è considerato un gioco di carte da bambini ma in passato non è sempre stato così. Agli inizi del XX secolo il gioco era proibito perché vi si facevano scommesse e si costringeva il perdente a pagare somme ingenti